# 丘緯
丘緯（1504年—？），字世章，號雙橋，直隸常州府武進縣人，民籍，明朝政治人物。

## 生平
嘉靖十九年（1540年）應天府鄉試第五十二名舉人。嘉靖二十六年（1547年）中式丁未科會試第十六名，登第三甲第一百一十六名進士。都察院觀政，历福建侯官知县，升南京刑部主事，改户部主事，歷官户部管粮郎中，出为归德府、南阳府知府。

## 家族
曾祖丘洪；祖父丘顯；父丘山，母劉氏。慈侍下。兄丘經。弟丘組、绅、絅、約。